# Helga de la Motte-Haber
Helga de la Motte-Haber (* 2. Oktober 1938 in Ludwigshafen am Rhein) ist eine deutsche Musikwissenschaftlerin mit dem Lehrgebiet Systematische Musikwissenschaft.

## Leben
Helga Haber wurde als erstes Kind von Paula Haber, geb. Kilian, und dem Physiker und Mathematiker Gustav Haber geboren. Zwei Brüder folgten 1939 und 1941. Sie überlebte den Zweiten Weltkrieg und die Nachkriegszeit nach eigener Aussage „in der hintersten Pfalz“ (Winseln, Leutershausen und Frankelbach) – wenige Kilometer von der französischen Grenze und dem Westwall entfernt. Die Schule besuchte sie in Kaiserslautern und in Kusel, wo sie 1957 ihr Abitur ablegte. An dem Gymnasium unterrichtete auch ihr Vater.
1957 begann Helga Haber das Studium der Psychologie an der Universität Mainz bei Albert Wellek, einem Vertreter der Ganzheitspsychologie der Leipziger Schule. Seine Arbeitsgebiete war Musikpsychologie und Synästhesie. 1959 wechselte Helga Haber nach Wien, wo Hubert Rohracher in der Tradition der Wiener Psychologie lehrte. Nach einem kurzen Abstecher an die Universität Hamburg zu Peter R. Hofstätter legte sie dann im Dezember 1961 bei Wellek am Psychologischen Institut der Universität Mainz ihr Diplom in Psychologie ab.
Vier Wochen später heirateten Helga Haber und Diether de la Motte, Komponist und Musiktheoretiker. Nachdem ihr Ehemann einem Ruf an die Hochschule für Musik und Theater Hamburg gefolgt war, setzte Helga de la Motte-Haber ihr Studium an der Hamburger Universität fort. Hier lernte sie über Hofstätter den Privatdozenten Hans-Peter Reinecke (1927–2003) kennen. Sie entschied sich für ein zusätzliches Studium der Musikwissenschaft und erlernte zur Vorbereitung ein Jahr lang das Klavierspiel.
Reinecke versammelte eine Gruppe junger Musikwissenschaftler um sich – neben Helga de la Motte-Haber auch Klaus-Ernst Behne, Ekkehard Jost, Günter Kleinen und Eberhard Kötter. Als Reinecke 1965 den Auftrag erhielt, am Staatlichen Institut für Musikforschung die Abteilung für Akustik aufzubauen, ging die Gruppe gemeinsam nach Berlin.
Helga de la Motte wurde 1967 in Hamburg mit der Studie Ein Beitrag zur Klassifikation musikalischer Rhythmen – Eine experimentalpsychologische Untersuchung promoviert. 1968 lernte sie auf einem Kongress den Musikwissenschaftler Carl Dahlhaus (1928–1989) kennen, der sie im selben Jahr an das Musikwissenschaftliche Institut der Technischen Universität Berlin holte. Dort lehrte Helga de la Motte viele Jahre. Sie konnte sich 1971 aufgrund ihrer umfangreichen Publikationen kumulativ habilitieren und erhielt 1972 einen Ruf an die Pädagogische Hochschule Köln. Dahlhaus’ Bemühungen, sie fest ans Berliner Institut zu holen, hatten 1978 Erfolg: Helga de la Motte erhielt an der TU Berlin eine Professur für Systematische Musikwissenschaft, die sie bis zu ihrer Pensionierung 2005 innehatte.
1983 gründete Helga de la Motte, die sich für die Vermittlung der Klangkunst engagiert, zusammen mit Klaus-Ernst Behne und Günter Kleinen die Deutsche Gesellschaft für Musikpsychologie.

## Positionen
Helga de la Motte-Haber hat durch ihre mehr als 300 Publikationen (Stand 2014) zur Anerkennung der Fächer Systematische Musikwissenschaft sowie Musikpsychologie beigetragen und seit den 1970er Jahren deren zukunftsweisende Neukonzeptionen entwickelt.

### Neuausrichtung
Im Gegensatz zur relativ kunstfernen und elementaristisch an der Gehör- bzw. Tonpsychologie ausgerichteten Konzeption der Systematischen Musikwissenschaft der 1950er Jahre, deren Vertreter Heinrich Husmann (1908–1983) oder Albert Wellek (1904–1972) sind, sah Helga de la Motte-Haber die Zukunft des Fachs nur durch eine Neuausrichtung gesichert: Die psychoakustischen Ansätze – wie zum Beispiel die Bestimmung von Hörschwellen und des Konsonanzgrads von Intervallen – betrachtete de la Motte-Haber kritisch, da es keine eindeutige Entsprechung zwischen akustischer Realität und musikalischer Wahrnehmung gebe. So ersetzte sie diese älteren Themenfelder ab den 1970er Jahren durch Themen wie das Musikverstehen, das musikalische Urteil und den Umgang mit Musik. Ihre Dissertation Ein Beitrag zur Klassifikation musikalischer Rhythmen (1968) zeigte neue methodische Wege in der objektiven Erfassung musikbezogener Urteile. Hierbei spielte das Polaritätsprofil, auch als Semantisches Differential bezeichnet, eine zentrale Rolle als psychologisches Messinstrument.

### Musikverstehen
Bereits in ihrem Beitrag Umfang, Methode und Ziel der Systematischen Musikwissenschaft aus dem Jahr 1982 formulierte Helga de la Motte-Haber als neue Zielsetzung des Fachs das Verstehen des Musikverstehens. An Stelle der Suche nach den überzeitlich gültigen, „der Tonkunst zuhöchst stehenden Gesetzen“, wie es noch Guido Adler in seiner 1885 veröffentlichten Konzeption des Fachs vorschwebte, tritt nun die zeitlich veränderbare Beziehung zwischen Musik und Hörer. Besonders die emotionale Wirkung von Musik wird zu einer Herausforderung für die Forschung. Der erweiterte Begriff der Musik berücksichtigt dabei die traditionelle europäische Kunstmusik und bezieht die zeitgenössische und die Populäre Musik mit ein.
Programmatisch formulierte Helga de la Motte-Haber den besonderen Anspruch der Musikpsychologie als Teilgebiet der Systematischen Musikwissenschaft im Buchrückentext des ersten, von ihr mit herausgegebenen Jahrbuchs Musikpsychologie (1984): „Die musikpsychologische Forschung befasst sich mit Problemen des Zugangs zur Musik. Die Entwicklung der Musik in unserem Jahrhundert ist damit zur Voraussetzung für das wissenschaftliche Arbeiten geworden“.
Eine umfassende Formulierung dieser neuen Fachkonzeption findet sich dann im Handbuch der Musikpsychologie von 1985. Diesem Buch ist es zu verdanken, dass die deutschsprachige Musikpsychologie durch Ausrichtung an der kognitiven Psychologie den Anschluss an die anglo-amerikanische Entwicklung des Fachs Psychomusicology fand. Gleichzeitig wurde jedoch auch die spezifisch deutsche Forschungstradition der Musikpsychologie mit Vertretern wie Ernst Kurth und Hermann von Helmholtz herausgestellt. Die in diesem Buch vorgelegte Konzeption von Musikpsychologie erklärt das Musikerleben und -verstehen aus verschiedenen Perspektiven: Hierzu gehört die Sprachanalogie von Musik genauso wie die Entstehung musikalischer Präferenzen, Fragen der musikalischen Begabung oder die Interpretationsforschung.
Einen öffentlichkeitswirksamen Beitrag für die Bedeutung der Musikpsychologie als eine alltagsrelevante Wissenschaft lieferte Helga de la Motte-Haber in den späten 1980er Jahren mit ihren Experimenten zum Einfluss des Musikhörens auf das Verhalten beim Autofahren. Die Fahrsimulatorstudien zur Frage der Beeinflussung des Fahrverhaltens unter dem Einfluss verschiedener Musikstile bewirkten eine für das Fach Musikpsychologie bis dahin nicht bekannte Presseresonanz.

### Kunstphilosphischer Ansatz
Ab den 1990er Jahren entwickelte Helga de la Motte-Haber einen weiteren Forschungsansatz, in dem integrativ die Beziehung der Musik zu anderen Künsten thematisiert und eine umfassende Kunstphilosophie (Ästhetik) für das 20. und 21. Jahrhundert entwickelt wird. Äußerlich spiegelt sich dieser Ansatz in Publikationstiteln wider wie Musik und Bildende Kunst (1990), Musik und Religion (1995), Klangkunst (1999) oder Musik und Natur (2000). Zentrale Denkfiguren dieser Publikationen sind die Betonung der historischen Begrenztheit der Auffassung einer von der Raumkunst (zum Beispiel der Malerei) getrennten Zeitkunst (zum Beispiel der Musik), die „Grenzüberschreitung als Sinngebung in der Musik des 20. Jahrhunderts“ (so die Autorin im gleichnamigen Kapitel des Buchs Musik und Religion), die Sonderstellung von Musik innerhalb der Künste seit der Antike durch die Möglichkeit, das Alltagsbewusstsein zu entgrenzen oder die „Enthierarchisierung der Künste“ im 20. Jahrhundert als Grundlage für die Entstehung neuer oder überlagerter Kunstrichtungen (wie der Klangkunst).

### Musik im 20. Jahrhundert
Ein Schwerpunkt in den Arbeiten von Helga de la Motte-Haber ist die zeitgenössische Musik unter besonderer Berücksichtigung musikalischer Strömungen, in denen Musik und Bildende Kunst neue Beziehungen eingehen. Diese Arbeiten orientieren sich an der sinnlichen Wahrnehmung und der ästhetischen Erfahrung als Grundlage für die Beschreibung und Interpretation dieser neuen Kunstentwicklungen. Helga de la Motte-Haber übernimmt nicht nur ihre eigenen Ansätze aus der Musikpsychologie, sondern vollzieht auch die Entwicklung im Verhältnis der Künste untereinander nach, die im 20. Jahrhundert statt der Gattungsästhetik das alte Ideal einer integralen, alle Sinne ansprechenden Kunst wiederbelebt hat. Daneben verhalf sie der Klangkunst, deren Anfänge in Fluxus und in der Installationskunst der 1960er Jahre liegen, zur Anerkennung als eigenständige neue musikalische Erscheinungsweise. Wichtige Publikationen dazu waren (neben dem Band „Klangkunst“) die ebenfalls von ihr herausgegebenen Kataloge zu den beiden Sonambiente-Ausstellungen 1996 und 2006 in Berlin. Ein Beleg ihres Engagements für die musikwissenschaftliche Beschäftigung mit zeitgenössischer Musik ist der von ihr im Jahr 2000 herausgegebene Band Geschichte der Musik im 20. Jahrhundert, Bd. 4: 1975–2000.
Neben ihren grundlegenden Arbeiten zur Kunstentwicklung im 20. und 21. Jahrhundert engagierte sich Helga de la Motte-Haber viele Jahre auch für die Vermittlung der musikalischen Avantgarde, so gehörte sie dem Redaktionsbeirat der Zeitschrift Positionen – Beiträge zur Neuen Musik an. Der Vermittlung der musikalischen Avantgarde im schulischen Musikunterricht gilt ihre Seminar- und Vortragstätigkeit bei den Tagungen des Darmstädter Instituts für Neue Musik und Musikerziehung.

### Fachliche Konsolidierung
Die vorerst letzte Phase ihres Lebenswerks widmet sich Helga de la Motte-Haber der dauerhaften akademischen Etablierung des Fachs Systematische Musikwissenschaft. Mit dem von ihr konzipierten und herausgegebenen sechsbändigen Handbuch der Systematischen Musikwissenschaft begründet sich die fachliche Autonomie gegenüber der traditionellen Historischen Musikwissenschaft. Die tragenden Säulen der Konzeption finden sich als Titel der Einzelbände wieder: Musikästhetik (als Kunsttheorie ohne normativen Anspruch), Musiktheorie (als zeitübergreifende Fundierungen der Musik), Musikpsychologie (als Theorie des Musikverstehens und -erlebens), Musiksoziologie (als Theorie der gesellschaftlichen Funktionen von Musik), sowie ein Band über Akustische Grundlagen der Musik, der von Stefan Weinzierl herausgegeben wurde. Ergänzt wird die Konzeption durch ein „Lexikon der Systematischen Musikwissenschaft“. Die Musikethnologie wird als Teilgebiet nicht berücksichtigt, da sie sich mittlerweile als eigenständiges Fachgebiet etabliert hat. Nach Ansicht von Helga de la Motte-Haber hat das Fach Musikwissenschaft durch die Bände des Handbuchs der Systematischen Musikwissenschaft „wieder seine volle Breite erreicht.“

## Preise und Auszeichnungen
- 2002: Ehrenpreis Deutscher Klangkunst-Preis
- 2006: Ehrenmitglied der Deutschen Gesellschaft für Musikpsychologie
- 2008: Ehrenmitglied der Gesellschaft für Musikforschung
- 2010: Preis der Margrit Egnér-Stiftung[4]
- 2015: Ehrendoktorwürde der Hochschule für Musik, Theater und Medien Hannover
- 2021: Ehrenmitglied der Deutschen Gesellschaft für Elektroakustische Musik

## Publikationen (Auswahl)
- Ein Beitrag zur Klassifikation musikalischer Rhythmen. Eine Experimentalpsychologische Untersuchung. Verlag Arno Volk, Köln 1968.
- Musikpsychologie. Eine Einführung. Verlag Hans Gerig, Köln 1972, ISBN 3-87252-054-7.
- Das Triviale in Literatur, Musik und bildender Kunst. Klostermann, Frankfurt am Main 1972.
- Psychologie und Musiktheorie. Diesterweg, Frankfurt am Main 1976, ISBN 3-425-03761-7.
- mit Hans Emons: Filmmusik. Hanser, München 1981, ISBN 978-3-446-13134-7.
- mit Carl Dahlhaus: Systematische Musikwissenschaft (= Neues Handbuch der Musikwissenschaft, Band 10). Athenaion, Wiesbaden 1982, ISBN 3-7997-0752-2.
- Handbuch der Musikpsychologie. Laaber-Verlag, Laaber 1985, 3. Auflage, ergänzt 2000, ISBN 3-89007-329-8.
- Psychologische Grundlagen des Musiklernens (= Handbuch der Musikpädagogik, Band 4). Bärenreiter, Kassel 1987, ISBN 3-7618-0784-8.
- Musik und Bildende Kunst. Laaber-Verlag, Laaber 1990, ISBN 3-89007-196-1.
- mit Günther Rötter: Musikhören beim Autofahren. Lang, Frankfurt am Main 1990, ISBN 978-3-7983-1035-3.
- Edgard Varèse. Die Befreiung des Klangs. Wolke, Hofheim 1993, ISBN 3-923997-49-3.
- mit Reinhard Kopiez: Der Hörer als Interpret. Lang, Frankfurt am Main 1995, ISBN 3-631-49068-2.
- als Herausgeberin: Musik und Religion. Laaber-Verlag, Laaber 1995, ISBN 3-89007-265-8.
- Klangkunst (= Band 12 des Handbuch der Musik im 20. Jahrhundert). Laaber-Verlag, Laaber 1999, ISBN 3-89007-432-4.
- Musik und Natur. Naturanschauung und musikalische Poetik. Laaber-Verlag, Laaber 2000, ISBN 978-3-89007-412-2.
- als Herausgeberin: Geschichte der Musik im 20. Jahrhundert: 1975–2000. Laaber-Verlag, Laaber 2000, ISBN 978-3-89007-424-5
- als Herausgeberin: Handbuch der Systematischen Musikwissenschaft. 6 Bände. Laaber-Verlag, Laaber 2004–2010, ISBN 978-3-89007-561-7.
  - mit Eckhard Tramsen: Musikästhetik. Band 1, ISBN 978-3-89007-562-4.
  - mit Oliver Schwab-Felisch: Musiktheorie. Band 2, ISBN 978-3-89007-563-1.
  - mit Günther Rötter: Musikpsychologie. Band 3, ISBN 978-3-89007-564-8.
  - mit Hans Neuhoff: Musiksoziologie. Band 4, ISBN 978-3-89007-565-5.
  - Stefan Weinzierl (Hrsg.): Akustische Grundlagen der Musik. Band 5, ISBN 978-3-89007-699-7.
  - mit Heinz von Loesch, Günther Rötter, Christian Utz: Lexikon der Systematischen Musikwissenschaft. Band 6, ISBN 978-3-89007-566-2.